# 地崎宇三郎 (三代)
3代 地崎 宇三郎（ちざき うさぶろう、1919年7月21日 - 1987年11月11日）は、日本の政治家、実業家。旧名は九一。北海道札幌市出身。旧制小樽中学卒業、立命館大学経済学部中退。

## 来歴・人物
3代目地崎宇三郎は、かつて北海道を代表するゼネコンであった地崎工業の前身、株式会社地崎組の3代目社主（オーナー社長）。1943年に父の2代目宇三郎から地崎組社長を継承し、1973年に地崎工業と改称、1981年に長男の地崎昭宇に社長の座を譲った。
父追放直後の1947年の第23回衆議院議員総選挙に出馬するも選挙戦途中で辞退した。1963年、第30回衆議院議員総選挙に旧北海道1区より出馬し、初当選（当選同期に小渕恵三・橋本龍太郎・小宮山重四郎・伊東正義・田中六助・渡辺美智雄・藤尾正行・佐藤孝行・中川一郎・三原朝雄・西岡武夫・鯨岡兵輔・奥野誠亮など）。
自民党に所属し、1969年には石田博英、宇都宮徳馬、山口敏夫らと石田派を旗揚げするが、派閥の維持が困難となり1971年に石田博英らと共に三木派に合流した。1979年、自民党内で2人の首班候補が争ったいわゆる「四十日抗争」では、福田赳夫を推す三木武夫の意向に反して大平正芳に投票し、三木派を離脱。直後に成立した第2次大平内閣で運輸大臣に就任。1983年に政界から引退するまで連続7期当選していた。
地崎の道連会長在職中に引退表明した事が中川一郎自殺と1983年北海道知事選挙（新人対決）において、日本社会党推薦横路孝弘に前副知事三上顕一郎が敗北したことに繋がったとする見方も多い。
また、北海タイムス会長、日刊スポーツ北海道本社社長、学校法人成徳学園理事長、学校法人札幌大学理事長、北海道テレビ放送取締役も務めた。趣味はゴルフ、囲碁、読書、少林寺拳法など多岐にわたり、無類の酒豪で焼酎を愛し、ピカソの絵を好んだ。1987年11月11日、腎不全のため死去。享年68。

## 受賞歴
- 藍綬褒章（1975年）
- 従三位勲一等瑞宝章（1987年）
- 北海道開発功労賞（1988年）